# Kulturhaus Plessa

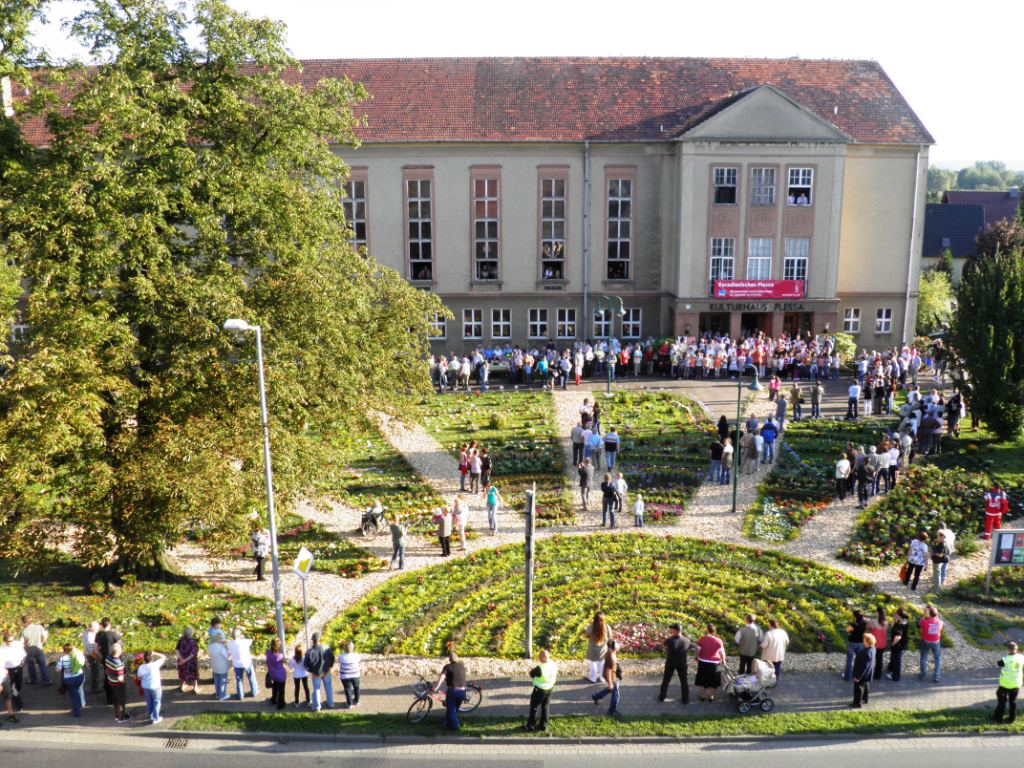
Kulturhaus Plessa

Das Kulturhaus Plessa ist ein unter Denkmalschutz stehendes Veranstaltungsgebäude in der südbrandenburgischen Gemeinde Plessa im Landkreis Elbe-Elster. Es befindet sich in dessen Ortskern unmittelbar an der Bundesstraße 169.

## Baubeschreibung und Ausstattung
Das Kulturhaus ist ein zweigeschossiges mit einem Satteldach versehenes massiv verputztes Veranstaltungsgebäude aus Betonwerkstein dessen bauzeitliche Ausstattung weitgehend noch vorhanden ist. An seiner nördlichen Fassade befinden sich Wandbilder mit Motiven der Landwirtschaft und Industrie in Sgraffitotechnik. Am ebenfalls an der Nordseite gelegenem Eingangsportal ist ein Risalit mit Emblemen des Bergbaus, der Elektrizität und der Landwirtschaft zu finden.
Herzstück des Gebäudes ist der sogenannte Große Saal im Obergeschoss. Er besitzt eine Grundfläche von etwa 450 m². Dieser kann in Reihenbestuhlung etwa 450 Gästen Platz bieten. Vorgelagert sind ihm ein 100 m² großes hallenartiges Foyer mit Garderobe und Bar. Des Weiteren verfügt dieser Saal über eine 184 m² umfassende Bühne, dem mehrere Künstlergarderoben angeschlossen sind.
Daneben befinden sich im Haus weitere Räumlichkeiten, die für Veranstaltungen genutzt werden können. Der sich im Untergeschoss befindliche 142 m² umfassende Kleine Saal, welcher statt einer Bühne ein festes Podium besitzt, bietet in Verbindung mit einem angrenzenden Seminarraum (52 m²) bis zu 250 Stehplätze oder 140 Plätze in Reihenbestuhlung. Er ist durch einen 29 m² großen Flur zum vorgelagerten ebenfalls 100 m² umfassenden Foyer abgegrenzt.
Die vormalige Gaststätte wird heute als Gesellschaftsraum genutzt. Der etwa 80 m² große Raum kann in Reihenbestuhlung bis zu 60 Gästen Platz bieten.

## Geschichte
Das Plessaer Kulturhaus wurde von 1955 bis 1960 vom Plessaer Braunkohlewerk im von den Auswirkungen des Zweiten Weltkriegs stark betroffenem Ortskern der Gemeinde in unmittelbarer Nachbarschaft zur Dorfkirche errichtet. Der Architekt des vom barockklassizistischen Stil geprägten Gebäudes war Erich Graf. Der VEB Projektierungs- und Konstruktionsbüro „Kohle“ in Berlin-Weißensee übernahm 1956 die Ausführungsplanung.
Die Einweihung des Kulturhauses erfolgte mit einem Festwochenende, wobei am Freitag, dem 1. Juli 1960 das Theater der Bergarbeiter aus Senftenberg die Eröffnung gestaltete. Erster Kulturhausleiter wurde Gerhard Müller. Bereits kurze Zeit nach Eröffnung der Einrichtung bekam es den Status eines Kreiskulturhauses. Genutzt wurde das Haus für Veranstaltungen aller Art. Neben politischen Veranstaltungen fanden hier unter anderem Konzerte und Theater-Aufführungen statt. Auch eine Nutzung als Kino war möglich. In der unteren Etage gab es eine Gaststätte. Eine Bücherei, einige Zirkelräume und zwei Dienstwohnungen waren ebenfalls integriert. Örtliche Betriebe nutzten das Gebäude für Feiern, Vereine beispielsweise für Versammlungen. Vor allem die Plessaer Karnevals-Veranstaltungen erlangten in der Region große Bekanntheit.
Müller folgte noch in den 1960er Jahren der Würdenhainer Walter Kotte, welcher bis 1988 die Geschicke des Hauses leitete und als 1980 der Plessaer Carnelvalsverein (PCC) gegründet wurde, diesen in den Folgejahren tatkräftig unterstützte, in dem unter anderem Gelder über das Kulturhaus zum Verein flossen und er unter anderem den Kontakt zum Chemnitzer Kostümverleih knüpfte. 1985 wurde das Kulturhaus dann unter Denkmalschutz gestellt. Nachdem Kotte in den Ruhestand verabschiedet wurde, leitete bis zu deren späteren Abwicklung im Sommer 1994 Andreas Görschner aus Plessa die Einrichtung. Sein Vorgänger Kotte wurde später auf Grund seines einstigen Engagements Ehrenmitglied des Plessaer Carnevalsvereins.
Mit der Wende kam Anfang der 1990er Jahre der Niedergang der örtlichen Braunkohle-Industrie und der Kreis Bad Liebenwerda ging im Zuge der Kreisreform in Brandenburg im Dezember 1993 im Landkreis Elbe-Elster auf. Damit fielen auch die größten Geldgeber der Einrichtung weg. 1993 übernahm die Gemeinde Plessa die Trägerschaft über das Kulturhaus und muss seither stetig um ihren Erhalt kämpfen.
Brandschutztechnische Mängel führten 2009 schließlich dazu, dass der große Saal zwischenzeitlich für größere Veranstaltungen durch den Landkreis gesperrt wurde. In der Folge mussten die traditionellen Karnevalsveranstaltungen zwei Jahre in einem extra errichteten Notzelt stattfinden. Letztlich gab es zwischenzeitlich die ernsthafte Debatte, das Haus abzureißen und auf dem dann frei werdenden Gelände einen Supermarkt zu errichten.
Die Gemeinde und Einwohner des Dorfes, dabei vor allem die Mitglieder des Kulturvereins und des Karnevalsvereins, arbeiten seit der Sperrung Schritt für Schritt die bautechnischen Mängel ab und modernisieren das Haus. Seither wurden unzählige ehrenamtliche Arbeitsstunden in das Gebäude investiert. Mit einer Sondergenehmigung unter erhöhten Auflagen konnten im November 2010 wieder die Karnevalsveranstaltungen im Kulturhaus stattfinden. Ende 2012 wurden die Gesamtkosten der Sanierungsmaßnahmen allerdings immer noch mit 4,7 Millionen Euro beziffert, wobei sich die etwa 2800 Einwohner umfassende Gemeinde – in der mit dem 1992 stillgelegten Plessaer Kraftwerk ein weiteres Großprojekt zu finden ist – unter den Haushaltsbedingungen von 2012 nicht im Stande sah, zum damaligen Zeitpunkt den erforderlichen Eigenanteil für EU-Fördermittel aufzubringen.
Mit Unterstützung der Deutschen Stiftung Denkmalschutz und dem Landkreis Elbe-Elster konnte im Dezember 2013 Prof. Ludwig Güttler bei seinem dritten Unterstützerkonzert für das Haus ein aus 25 Einzelsegmenten bestehendes dreigeschossiges Foyer-Fenster symbolisch übergeben.
Trotz des Sanierungsrückstaus am Gebäude erfreut sich das Kulturhaus durch eine Vielzahl von Veranstaltungen für alle Generationen und Interessen wieder einer großen Beliebtheit in der Region und darüber hinaus. Für den 2014 bereits zum sechsten Mal vom Kulturverein Plessa e.V. veranstalteten Kreativmarkt reicht der im Kulturhaus derzeit verfügbare Raum längst nicht mehr für alle Interessenten aus. Im Kulturhaus hat sich seit 2013 eine Ü30-Party etabliert, die durch das besondere Ambiente auch Gäste aus Städten wie Dresden und Leipzig anzieht und inzwischen die bestbesuchte Veranstaltung dieser Art in der Region ist.
Neben der Attraktivität für Besucher steigt auch seit 2011 das Interesse für überregionale Veranstalter und Einrichtungen der Region an der Nutzung des Kulturhauses beständig. Das Elsterschloss-Gymnasium Elsterwerda veranstaltet gemeinsam mit dem Plessaer Carnevalsclub den „Pennefasching“, bei dem getrennt nach zwei Altersgruppen jeweils etwa 500 Schüler und Karnevalisten das Haus bevölkern. Die Schulen aus Plessa und Hohenleipisch veranstalteten 2014 erstmals gemeinsam eine Feierstunde zum Schulanfang im Kulturhaus. Die Jugendgruppen aus dem Amt Plessa, der Stadt Elsterwerda, dem Amt Schradenland und der Gemeinde Röderland präsentierten 2014 gemeinsam Eltern, Projektteilnehmer und interessierten Gästen die Ergebnisse ihrer Landes-Jugendprojekte.
2015 werden Frank Schöbel und Chris Doerk eines ihrer Abschiedskonzerte im Kulturhaus Plessa geben.

## Benefiz-Aktionen

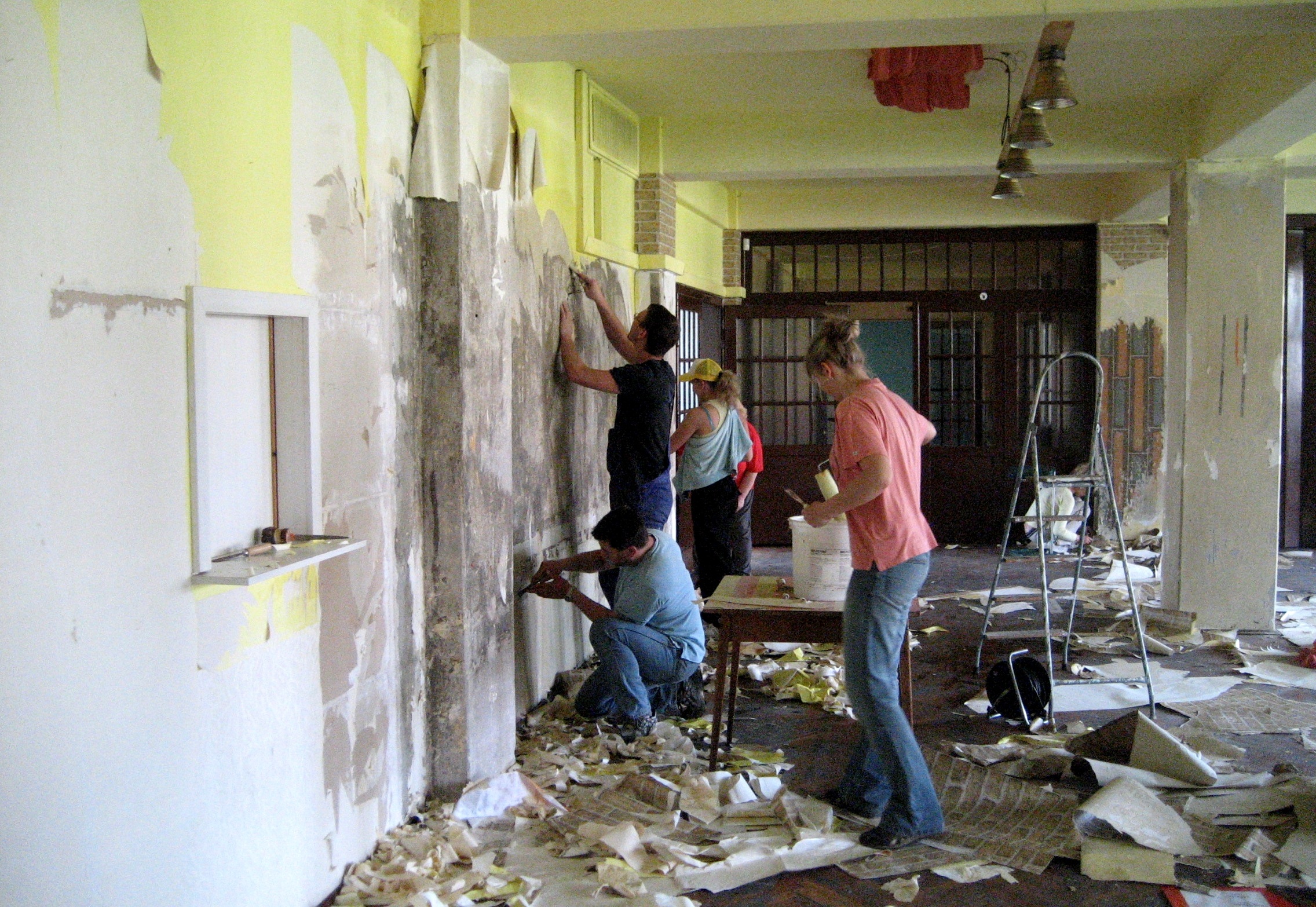
Ehrenamtlicher Arbeitseinsatz

Da die Gemeinde Plessa als Träger der Einrichtung nicht allein in der Lage ist das Gebäude zu erhalten, ist fortlaufend Unterstützung von Außerhalb notwendig. Einer der Kernpunkte zum Erhalt des Kulturhauses sind deshalb zahlreiche ehrenamtliche Arbeitseinsätze der örtlichen Vereine. Aber auch die umliegenden Städte und Gemeinden sowie der Landkreis und der Landtag selbst wurden ins Boot geholt. Am 29. Dezember 2008 wurde außerdem der Kulturverein Plessa gegründet, der sich unter anderem den Erhalt des Kulturhauses in sein Programm aufgenommen hat.
Daneben finden immer wieder auch Benefiz-Veranstaltungen und Aktionen statt, um die erforderlichen finanziellen Mittel aufzubringen, die für den Erhalt und den Betrieb der Einrichtung notwendig sind. Prominente Unterstützer sind unter anderem der für seine Verdienste um den Wiederaufbau der Dresdner Frauenkirche bekannte Trompeter Ludwig Güttler, der Regisseur Andreas Dresen sowie der Schauspieler und Musiker Axel Prahl, welcher als Tatort-Kommissar Frank Thiel regelmäßig im TV zu sehen ist.
Zuletzt fand am 31. August 2014 im Rahmen der Konzertreihe Grundton D von Deutschlandradio und der Deutschen Stiftung Denkmalschutz im Kulturhaus ein Sonderkonzert des Lucerne Festival Orchestra Brass statt. Im Rahmen der Veranstaltung, an der mehr als 400 Gäste teilnahmen, kamen 20.000 Euro an Spendengelder zusammen, welche für die Erneuerung des Eingangsportals verwendet werden sollen. Am 12. Januar 2015 wird die Aufnahme des Konzerts im Deutschlandradio bundesweit ausgestrahlt.
Eine weitere Benefizaktion zugunsten des Kulturhauses ist das auf dem Gelände der ehemaligen Lehrwerkstatt der Firma Impulsa am Rande des Ortes veranstaltete Halloween-Spektakel.
Eine fortlaufende Spendenaktion ist die Stuhlpatenschaft. Bei dieser Aktion werden die auf Messingplaketten eingravierten Namen der Spender an den historischen Stühlen des Großen Saales angebracht. Des Weiteren erhalten diese Spender eine Botschafterurkunde.